# Кошкино (Усвятский район)
Кошкино — деревня в Усвятском районе Псковской области России. Входит в состав Усвятской волости.

## География
Находится в 4 верстах к северу от деревни Чурилово и в 22 верстах к северо-западу от посёлка Усвяты.

## Население
| 2001 | 2002 | 2010 |
| ---- | ---- | ---- |
| 46   | ↘30  | ↘21  |

Численность населения деревни по оценке на начало 2001 года составляла 46 жителей.

## Инфраструктура
Личное подсобное хозяйство с зоной сельскохозяйственного использования, индивидуальная застройка усадебного типа.

## Транспорт
Деревня доступна автотранспортом.  Подходит региональная автодорога 58К-591